# NGC 3916
NGC 3916 (również PGC 37047 lub UGC 6819) – galaktyka spiralna (Sb), znajdująca się w gwiazdozbiorze Wielkiej Niedźwiedzicy. Odkrył ją William Herschel 14 kwietnia 1789 roku.
W galaktyce tej zaobserwowano niepotwierdzoną supernową SN 1974D.